# Лот (річка)
Лот (фр. Lot, [lɔt], окс. Òlt або Òut) — річка у Франції.
Знаходиться в центрі Франції. Лот є однією з великих приток річки Гаронна. Витік знаходиться в Центральному масиві Франції.
Річка Лот із зимовим паводком, з грудня До березня включно, максимум у січні-лютому. Найнижчий рівень води в річці влітку, у період з липня до вересня включно. Її джерело знаходиться на південному схилі гори Ґуле (фр. Goulet) в Центральному масиві, у департаменті Лозер. Впадає в річку Гаронна біля Егійону як права притока. Для річки Лот характерні великі меандри, що починаються від Кажарка (департамент Лот) до Фюмеля (департамент Лот і Гаронна). 
Довжина 495 км, середня витрата води 155 м³/с. Площа басейну 11254 км².
Назва річки використана в назвах двох департаментів Лот та Лот і Гаронна.